# Atlapetes citrinellus
El saltón de franjas amarillas (Atlapetes citrinellus), también conocido como atlapetes amarillo, cerquero amarillo o afrechero ceja amarilla,  es una especie de ave passeriforme de la familia Passerellidae propia de América del Sur.
Es endémico de Argentina. Su hábitat consiste de bosque húmedo, matorrales y bosque montanos de gran altitud. No tiene subespecies conocidas.